# Heckler & Koch GMG
El GMG (Granatmaschinegewehr, "ametralladora lanzagranadas" en alemán) es un lanzagranadas automático desarrollado por Heckler & Koch para el Ejército alemán. También es llamado con frecuencia GMW or GraMaWa (Granatmaschinenwaffe).

## Diseño
El HK GMG dispara granadas de 40 mm con una cadencia de 350 disparos por minuto. El GMG emplea cintas de granadas y puede ser alimentado tanto desde el lado izquierdo como el lado derecho, haciendo que sea sencillo de instalar en la mayoría de plataformas. Con la variedad de miras electro-ópticas disponibles (incluidas las de visión nocturna y las infrarrojas), el GMG puede ser usado en la mayoría de situaciones de apoyo a la infantería en alcance medio.
El lanzagranadas mide 1.090 mm de largo (el cañón es de 415 mm, y el contenedor de cintas tiene las dimensiones de 470x160x250mm). Funciona mediante recarga accionada por el retroceso. Pesa 29 kg, peso al que se le añaden los 11 kg del trípode.

## Pruebas de funcionamiento
El HK GMG fue probado en el desierto de Yuma, en Arizona, en 1997 con el fin de poder figurar en los futuros contratos de Estados Unidos.

## Usuarios
- Alemania[2]
- Canadá: Ordenó 304.[3] Designado como el C16 Close Area Suppression Weapon y fabricado bajo licencia por Rheinmetall Defence Canada.[4]
- Eslovenia[5]
- Estados Unidos: Empleado por el USSOCOM.[6]
- Finlandia[7] Conocido como 40 KRKK 2005[8]
- Grecia[2]
- Irlanda: Unidades especializadas del Ejército irlandés, incluyendo a la Army Ranger Wing (ARW).[9]
- Letonia[2][10]
- Lituania: Fuerzas Armadas lituanianas.[11]
- Noruega[12]
- Nueva Zelanda[13]
- Países Bajos[14][15]
- Portugal[2]
- Reino Unido: Compró 44 para emplearlos en Afganistán e Irak.[6] Designado como L134A1.[16]

## Galería

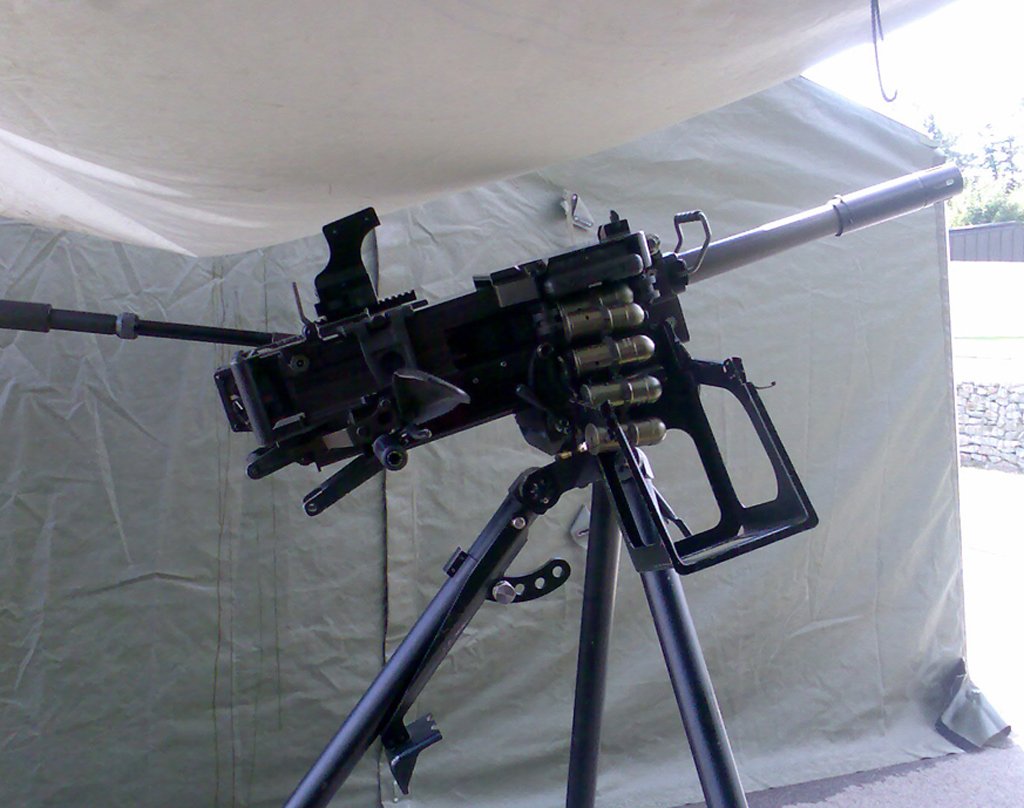
Otro GMW/GMG del Ejército alemán.
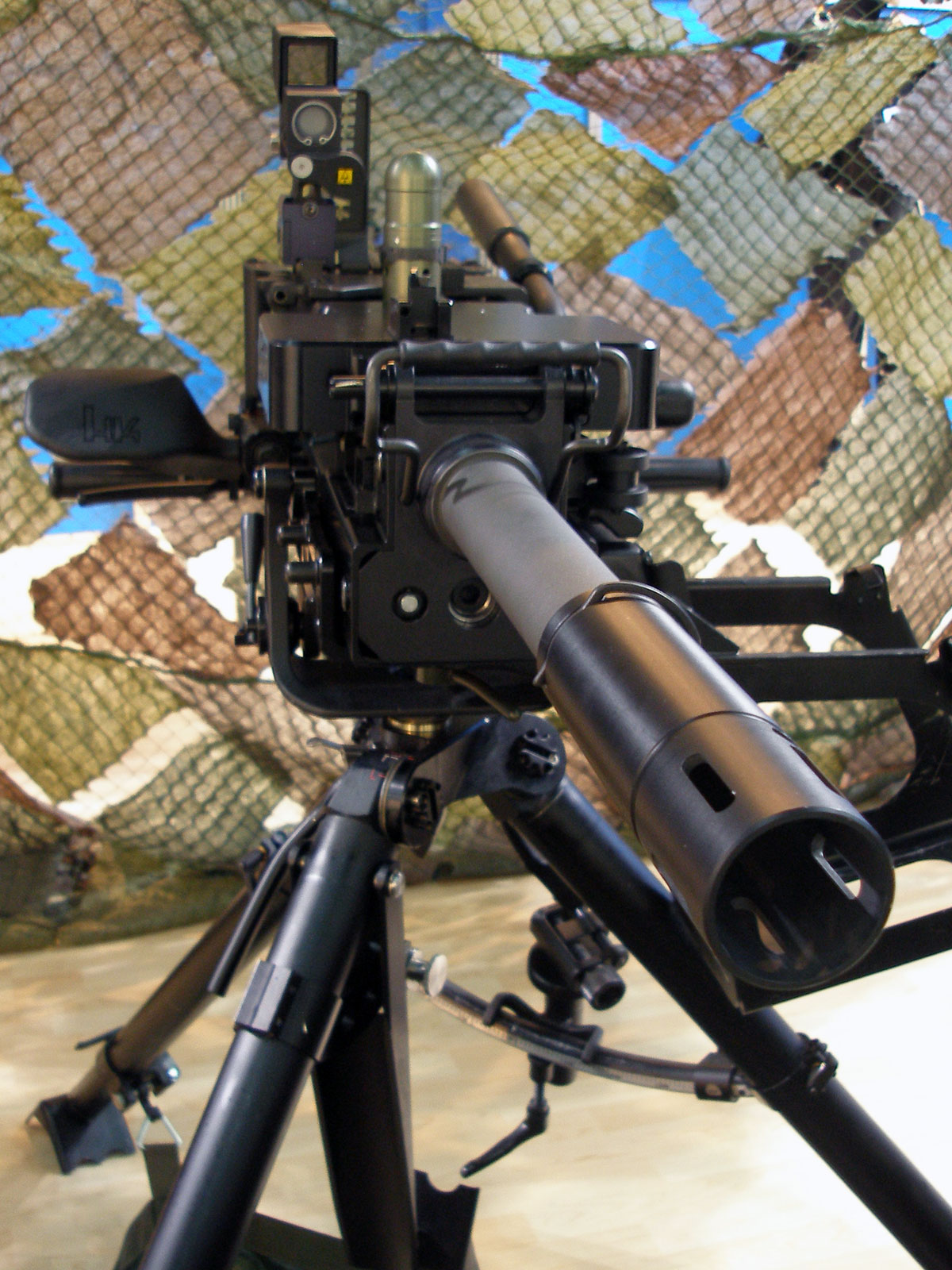
Un HK GMG en exhibición.
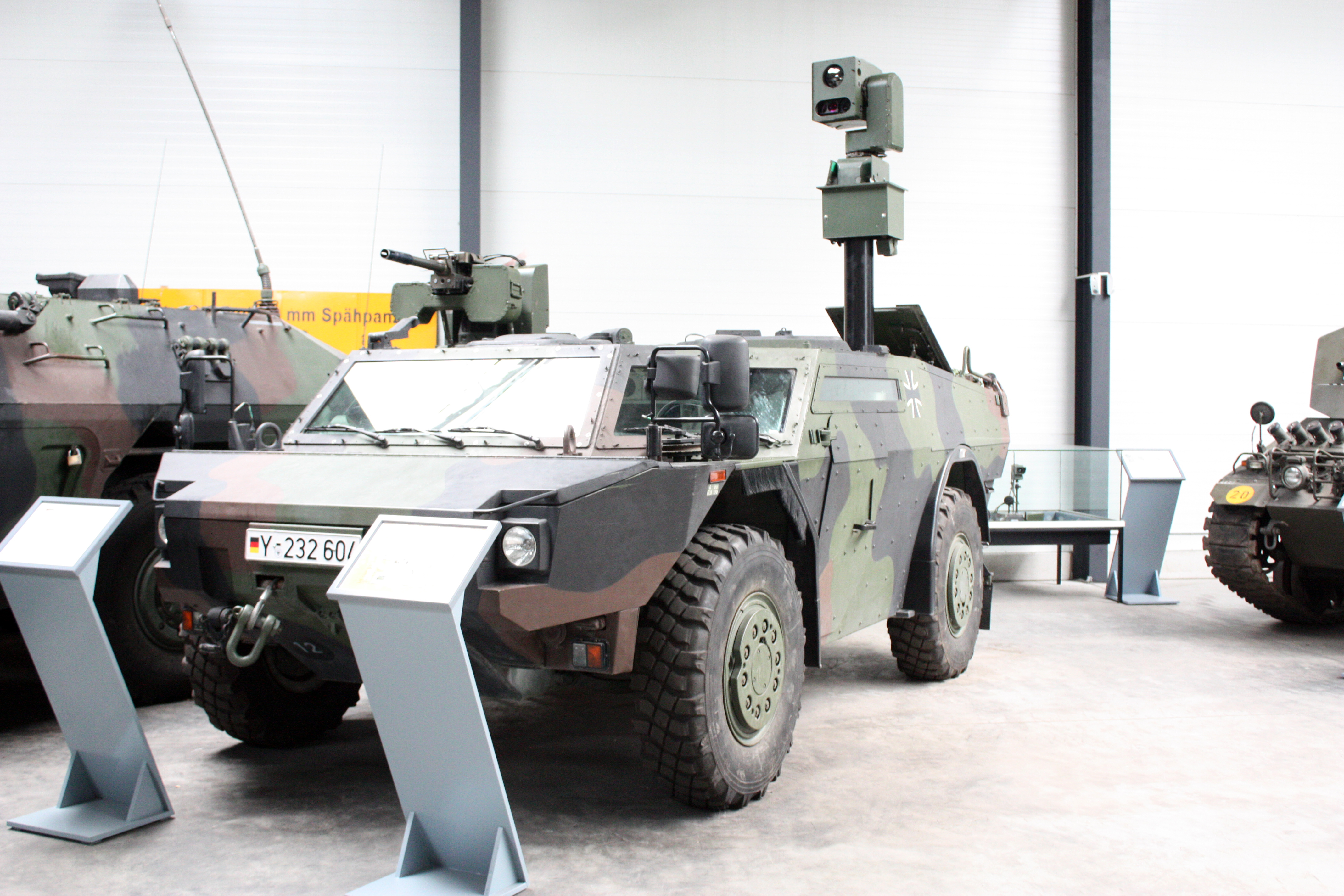
Vehículo de reconocimiento Fennek armado con un GMG.
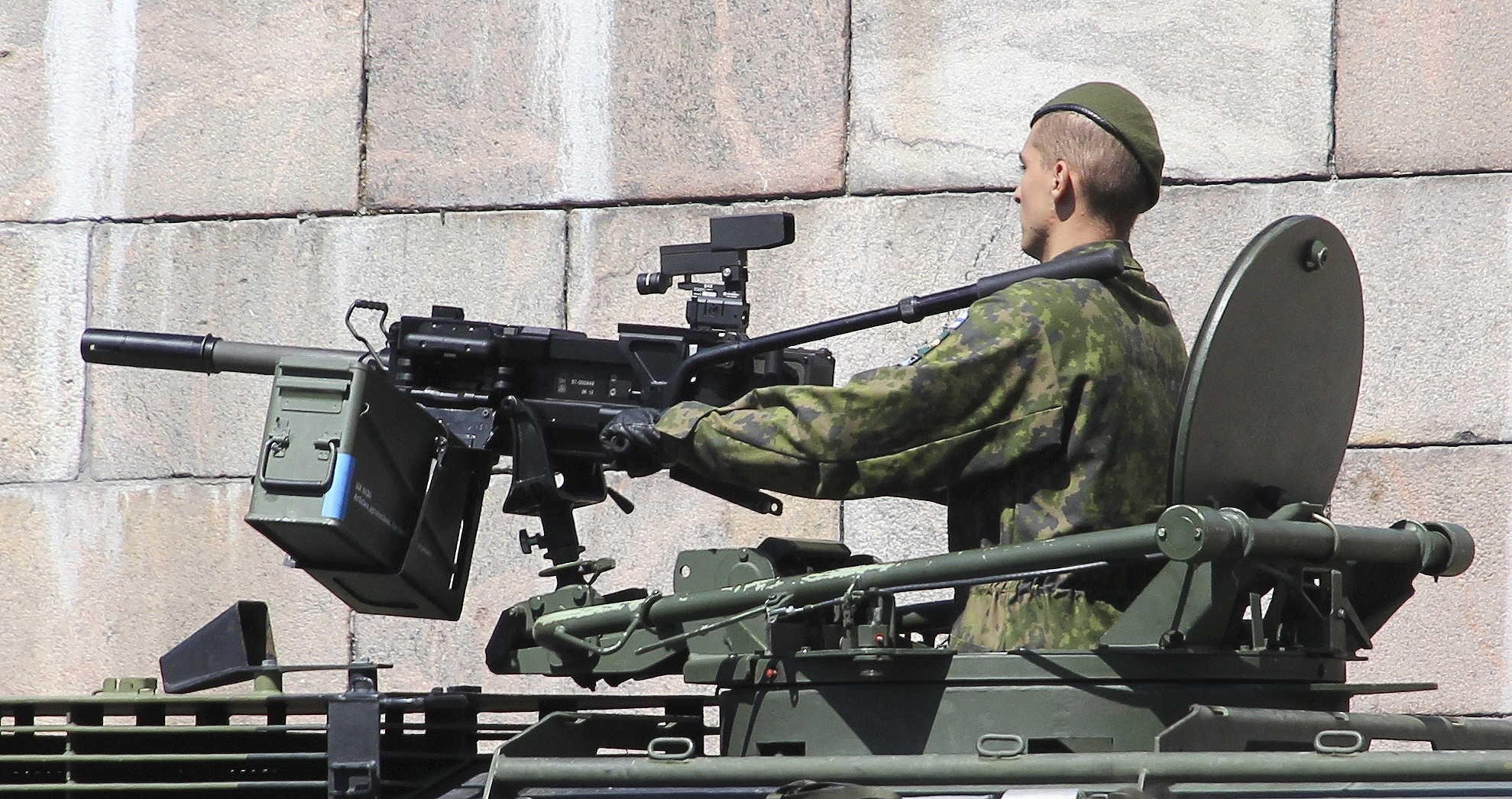
Soldado finlandés con un GMG.